# Ukrajinizacija
Ukrajinizacija (ukrajinsko українизация, latinizirano: ukrajinyzacyja) je politika in/ali praksa povečanja rabe in omogočanja razvoja ukrajinskega jezika ter spodbujanja drugih elementov ukrajinske kulture na različnih področjih javnega življenja, kot so izobraževanje, založništvo, vlada in vera. Izraz se uporablja tudi za opis procesa, s katerim so se ne-Ukrajinci ali rusko govoreči Ukrajinci asimilirali z ukrajinsko kulturo in jezikom, bodisi z individualnimi odločitvami bodisi kot rezultat družbenih procesov ali politik. 
V zahodnem zgodovinopisju se izraz ukrajinizacija nanaša tudi na politiko in posledično proces prisile etničnih manjšin, živečih na ukrajinskem ozemlju, da opustijo svojo etnično identiteto s pomočjo prisilne asimilacije ukrajinske kulture in identitete. Med posledicami druge svetovne vojne je v Ukrajinski SSR med procesom ukrajinizacije potekal tudi izgon nekaterih etničnih manjšin in prisvajanje njihove kulturne dediščine.
Po razglasitvi neodvisnosti Ukrajine leta 1991 je ukrajinska vlada začela ponovno slediti politiki ukrajinizacije, da bi povečala rabo ukrajinščine in obenem odvračala od ruščine, ki je bila postopoma odpravljena iz državnega izobraževalnega sistema, vlade, nacionalne televizije, radijskih programov in filmov. Leta 2017 je "zakon o izobraževanju" ukrajinskim družinam – staršem in njihovim otrokom – podelil pravico do izbire svojega maternega jezika za šolanje in študij. Zakon je bil nato revidiran, da bi ukrajinski jezik postal primarni jezik izobraževanja v vseh šolah, razen za otroke etničnih manjšin, ki naj bi se poučevali v svojem jeziku in pozneje dvojezično.

## Ozadje
Od druge polovice 15. stoletja do 16. stoletja, ko sta bili današnja Ukrajina in Belorusija del Velike litovske kneževine, je imela renesansa velik vpliv na premik kulture, umetnosti in književnosti od bizantinskega krščanskega teocentrizma, ki se je izražal v stari cerkveni slovanščini, k humanističnemu antropocentrizmu, ki se je v pisni obliki vedno bolj izražal v jeziku preprostega lokalnega  prebivalstva. Razvile so se nove literarne zvrsti, ki so bile bližje posvetnim temam, kot so poezija, polemična in znanstvena literatura, medtem ko so bila cerkvenoslovanska dela prejšnjih časov prevedena v tisto, kar je postalo znano kot rutenščina, kanclerska slovanščina ali stara ukrajinščina, od 14. stoletja imenovana tudi "prosta mova" (проста мова) ali "preprost jezik". Ljudski rutenski "poslovni jezik" (бесплатное мовлення, besplatnoe movlennja) iz 16. stoletja se je v 17. stoletju razširil na večino drugih področij vsakdanje komunikacije z dotokom besed, izrazov in slogov iz poljščine in drugih evropskih jezikov, medtem ko je raba cerkvene slovanščine postala omejena predvsem na zadeve vere, cerkve, hagiografije in nekatere oblike umetnosti in znanosti. V 17. stoletju je prišlo do standardizacije rutenskega jezika, ki se je kasneje razdelil na sodobno ukrajinščino in beloruščino.

## Ruski imperij
Močna rusifikacija Ukrajine v obdobju Ruskega imperija je ukrajinski jezik izločila iz državnih ustanov, šol in vseh sfer družbenih dejavnosti, kar je omejilo njegovo rabo in ustvarilo izjemno neugodne pogoje za njegov razvoj. V Ukrajinski ljudski republiki je bil ukrajinski tisk ponovno uveden. V ukrajinščini so se začele tiskati knjige. V ukrajinščini je potekalo tudi poučevanje v šolah, ki jih je ustanovila Ukrajinska nacionalna akademija znanosti. 

## Obdobje po ruski revoluciji (1917–1923)
Po ruski revoluciji leta 1917 je Ruski imperij razpadel in Ukrajinci so okrepili boj za neodvisno ukrajinsko državo. V kaosu prve svetovne vojne in revolucionarnih sprememb je nastala ukrajinska država, katere preživetje sprva ni bilo zagotovljeno. Ker je centralna rada, vodilni politični organ, poskušala uveljaviti oblast nad Ukrajino sredi tujih sil in notranjih bojev, je bil kulturni razvoj države dokaj omejen. Ukrajina je kljub temu prvič v moderni zgodovini imela svojo vlado in v državnih zadevah se je začel uporabljati ukrajinski jezik. 
Rada je bila 29. aprila 1918 strmoglavljena z državnim udarom, ki ga je podprla Nemčija. V Ukrajini je bila vzpostavljena vladavina Hetmanata, ki ga je vodil Pavlo Skoropadski. Četudi je bila stabilnost Hetmanata vprašljiva in je sam Skoropadski kot nekdanji častnik carske vojske govoril rusko in ne ukrajinsko, je Hetmanat uspel začeti impresiven ukrajinski kulturni in izobraževalni program, natisniti milijone učbenikov v ukrajinskem jeziku ter ustanoviti številne ukrajinske šole, dve univerzi in Ukrajinsko akademijo znanosti. Slednja je ustanovila odbor za pravopis in terminologijo, ki je sprožil znanstveni in metodološki raziskovalni program ukrajinske terminologije.
Vladavina Hetmanata se je končala z nemško evakuacijo in jo je po porazu Ukrajine proti Poljski v poljsko-ukrajinski vojni zamenjala vlada Simona Petljure. Ukrajina je bila zapletena v državljansko vojno z različnimi frakcijami, vključno z anarho-komunistično uporniško vojsko Nestorja Mahna in Petljurovo vlado, ki jo je podpirala Poljska. Po predaji Skoropadskega Józefu Piłsudskemu po Varšavskem sporazumu iz leta 1920, je bil Petljura postavljen za voditelja Ukrajinske ljudske republike, da bi sodeloval v invaziji na Ukrajinsko SSR. V različnih obdobjih je bila Ukrajina tudi prizorišče spopadov belih in zelenih vojsk ter oboroženih skupin, ki pogosto niso imele nobene politične ideologije.

## Prva leta sovjetske Ukrajine (1923–1931)
Boljševiške oblasti so bile sprva skeptične do oživitve in osamosvojitve neruskih narodov, npr. Finske, Poljske, Litve, Ukrajine itd., po razpadu Ruskega imperija. Ko je oblast opazila, da imajo avtohtoni prebivalci nekdanjega Ruskega imperija precej negativen pogled na to, da bi postali del nove ruske države, je sovjetska vlada začela s politiko korenizacije, ki je vplivala na vse neruske narode ZSSR. Namen te politike je bil razširiti mrežo komunistične partije na neruske dežele z vključevanjem avtohtonega prebivalstva. Posledično je ta politika povzročila tudi kratko obdobje ukrajinizacije, ki se je končalo s preobratom  v zgodnjih tridesetih letih.
Ko se je v Ukrajini uveljavljala boljševiška oblast, je imela zgodnja sovjetska vlada svoje razloge za spodbujanje nacionalnih gibanj nekdanjega Ruskega imperija. Boljševiško vlado, ki je poskušala zagotoviti in utrditi svojo oblast, so veliko bolj kot nacionalna gibanja znotraj nekdanjega imperija skrbela politična nasprotja, povezana s predrevolucionarnim družbenim redom. Preobrat je bil storjen tudi zato, da bi pomagal izboljšati podobo sovjetske vlade in povečati njeno priljubljenost med preprostim prebivalstvom.
Do zgodnjih 1930. let je ukrajinska kultura doživela obsežno oživitev zaradi boljševiške politike, znane kot korenizacija (domorodstvo). V takšnih razmerah se je ukrajinska nacionalna ideja sprva še naprej razvijala in se celo razširila na veliko ozemlje s tradicionalno mešanim prebivalstvom na vzhodu in jugu, ki je postalo del Ukrajinske sovjetske republike. 
Za začetek programa ukrajinizacije velja odlok Vseukrajinskega Sovnarkoma "O izvajanju ukrajinizacije izobraževalnih in kulturnih ustanov" z datumom 27. julij 1923. 1. avgusta je sledil "Odlok o izvajanju enakih pravic jezikov in olajševanju ukrajinskega jezika", ki je urejal rabo ukrajinskega jezika na vseh ravneh državnih institucij. Program je sprva naletel na odpor nekaterih ukrajinskih komunistov, predvsem zato, ker so takrat v stranki številčno prevladovali Neukrajinci. Odpor je bil dokončno premagan leta 1925 s spremembami v partijskem vodstvu pod pritiskom ukrajinskih predstavnikov v partiji. Aprila 1925 je Centralni komite stranke sprejel resolucijo o ukrajinizaciji, ki je razglasila njen cilj: utrditev povezave kmečkega ljudstva z delavskim razredom in povečanje splošne podpore sovjetskemu sistemu med Ukrajinci. Skupna resolucija s ciljem popolne ukrajinizacije sovjetskega aparata  ter stranke in sindikatov je bila sprejeta 30. aprila 1925. Za nadzor nad izvajanjem politike ukrajinizacije je bil zadolžen Ukrajinski komisariat za izobraževanje (Narkomos). Osebi, ki ju je mogoče najbolj poistovetiti s to politiko, sta bila Oleksandr Šumski, komisar za izobraževanje med letoma 1923 in 1927, in Mikola Skripnik, ki je leta 1927 zamenjal Šumskega. 
Izobraževalni sistem, ki ga je podpirala Sovjetska zveza, je dramatično dvignil pismenost ukrajinsko govorečega podeželskega prebivalstva. Do leta 1929 se je več kot 97 % srednješolcev v republiki izobraževalo v ukrajinščini. Nepismenost je s 47 % leta 1926 do leta 1934 padla na 8 %.
Hkrati so se na novo opismenjeni etnični Ukrajinci začeli selili v mesta, ki so se hitro močno ukrajinizirala, tako po številu prebivalcev kot po izobrazbi. Med letoma 1923 in 1933 se je delež Ukrajincev v Harkovu, takrat glavnem mestu sovjetske Ukrajine, povečal z 38 % na 50 %. Podobna povečanja so se zgodila tudi v drugih mestih: s 27,1 % na 42,1 % v Kijevu, s 16 % na 48 % v Dnipropetrovsku, s 16 % na 48 % v Odesi in s 7 % na 31 % v Lugansku.
Podobno ekspanzivna sta bila tudi porast založništva v ukrajinskem jeziku in splošen razcvet ukrajinskega kulturnega življenja. Leta 1931 je bilo od 88 gledališč v Ukrajini 66 ukrajinskih, 12 judovskih (jidiš) in 9 ruskih. Število ukrajinskih časopisov, ki leta 1922 skorajda niso obstajali, se je povečalo na  373 od 426. Ruski so ostali samo trije veliki vserepubliški časopisi. Od 118 revij je bilo 89 ukrajinskih. Ukrajinizacija knjižnega založništva je dosegla 83 %.
Ukrajinizacija je bila temeljito izvedena preko vladnega aparata, članstva Komunistične partije Ukrajine in postopoma tudi partijskega vodstva, saj se je v okviru korenizacijske politike izvajalo rekrutiranje domačih kadrov. Hkrati se je nenehno spodbujala raba ukrajinščine na delovnem mestu in v državnih službah. Medtem ko sta bila partijski in vladni aparat sprva večinoma rusko govoreča, so do konca 20. let 20. stoletja etnični Ukrajinci sestavljali več kot polovico članstva v ukrajinski komunistični partiji. Število se je še povečalo s pristopom borotbistov, nekdanje avtohtone ukrajinske neodvisne in neboljševiške komunistične stranke.
| Leto | Člani in kandidati za člane Komunistične partije Ukrajine | Ukrajinci | Rusi  | Drugi |
| ---- | --------------------------------------------------------- | --------- | ----- | ----- |
| 1922 | 54.818                                                    | 23,3%     | 53,6% | 23,3% |
| 1924 | 57.016                                                    | 33,3%     | 45,1% | 14,0% |
| 1925 | 101.852                                                   | 36,9%     | 43,4% | 19,7% |
| 1927 | 168.087                                                   | 51,9%     | 30,0% | 18,1% |
| 1930 | 270.698                                                   | 52,9%     | 29,3% | 17,8% |
| 1933 | 468.793                                                   | 60,0%     | 23,0% | 17,0% |

V vseukrajinskem Ispolkomu, osrednjem izvršilnem odboru, pa tudi v vladah na regionalni ravni je delež Ukrajincev do leta 1934 dosegel 50,3 %, medtem ko je v rajonskih Ispolkomih število doseglo 68,8 %. Na ravni mesta in vasi je zastopanost Ukrajincev v organih lokalne uprave dosegla 56,1 % oziroma 86,1 %. Kar zadeva druge vladne agencije, je politika ukrajinizacije povečala zastopanost Ukrajincev kot sledi: uradniki vserepubliškega ljudskega komisariata (ministrstva) - 70-90%, oblastni izvršilni odbori - 50%, rajoni - 64%, sodstvo - 62%, milica (organi kazenskega pregona) - 58%. 
Poskus ukrajinizacije oboroženih sil, formacij Rdeče armade, ki so služile v Ukrajini in drugod, je bil manj uspešen, vendar je bil dosežen zmeren napredek. Šole rdečih poveljnikov (Škola červonih staršin) so bile organizirane v Harkovu za spodbujanje kariere ukrajinskega nacionalnega kadra v oboroženih silah. Časopis ukrajinskega vojaškega okrožja Červona armija je izhajal do sredine 1930. let. V ukrajinskih enotah Rdeče armade so si prizadevali uvesti in razširiti ukrajinsko terminologijo in komunikacijo. Politika ukrajinizacije je dosegle celo vojaške enote v drugih sovjetskih regijah, v katerih so služili Ukrajinci. Sovjetska pacifiška flota je na primer vključevala ukrajinski oddelek, ki mu je poveljeval Semjon Rudnev.
Hkrati je bila kljub protiverski kampanji, ki je potekala po vsej Sovjetski zvezi, ustanovljena Ukrajinska avtokefalna pravoslavna cerkev. Boljševistična vlada je nacionalne cerkve sprva videla kot orodje za zatiranje Ruske pravoslavne cerkve, na katero je režim vedno gledal sumničavo, ker je bila temelj propadlega Ruskega imperija in sprva močna nasprotnica spremembe režima. Sovjetska vlada je zato  nekaj časa tolerirala novo ukrajinsko nacionalno cerkev, ki je pridobila veliko privržencev med ukrajinskim kmečkim prebivalstvom. 
Ukrajinizacija je dosegla celo tiste regije južne Ruske SFSR, zlasti območja ob rekah Don in Kuban, kjer je mešano prebivalstvo kazalo močne ukrajinske vplive v lokalnem narečju. V te regije so bili poslani učitelji ukrajinskega jezika, ki so pravkar diplomirali na razširjenih visokošolskih ustanovah v sovjetski Ukrajini,  da bi v novo odprtih ruskih šolah poučevali ukrajinščino kot drugi jezik. Izhajati je začel niz lokalnih publikacij v ukrajinskem jeziku, na visokih šolah pa so odprli oddelke za ukrajinistiko. Na splošno se je ta politika izvajala v petintridesetih upravnih okrožjih v južni Rusiji.

## Zgodnja 1930. leta: preobrat politike ukrajinizacije
V začetku 30. let 20. stoletja se je politika ukrajinizacije nenadoma in krvavo zasukala. Za primarni problem v Ukrajini je bil razglašen "ukrajinski buržoazni nacionalizem". Številni ukrajinski časopisi, publikacije in šole so prešli z ukrajinščine na ruščino. Velika večina vodilnih znanstvenikov in kulturnikov Ukrajine je bila odstranjena, tako kot ko "ukrajinizirani" in "ukrajinizirajoči" deli komunistične partije. Obsežna represija se je začela v letih 1929–1930, ko je bila aretirana večja skupina ukrajinske inteligence. Večina aretiranih je bila usmrčena. V ukrajinskem zgodovinopisju se ta skupina pogosto imenuje usmrčena renesansa (розстріляне відродження, rozstriljane vidrodžennja). Teror je dosegel vrhunec leta 1933 med gladomorom, štiri do pet let pred vsesovjetsko veliko čistko, ki je bila za Ukrajino naslednji težki udarec. Velika večina vodilnih znanstvenikov in kulturnih voditeljev Ukrajine je bila likvidirana, tako kot "ukrajinizirani" in "ukrajinizirajoči" deli komunistične partije. 
Na 12. kongresu Komunistične partije Ukrajine je od Moskve imenovani vodja Pavel Postišev izjavil, da je bilo "leto 1933 leto poraza ukrajinske nacionalistične protirevolucije". "Poraz" ni zajemal le fizičnega iztrebljanja znatnega dela ukrajinskega kmečkega prebivalstva, ampak tudi odpravo duhovščine Ukrajinske avtokefalne pravoslavne cerkve in množično zapiranje in usmrtitev ukrajinskih intelektualcev, pisateljev in umetnikov. Ukrajinski glasbeni ansambli so imeli močno omejene in cenzurirane repertoarje. Turneje ukrajinskih umetnikov v tujini so bile odpovedane brez obrazložitve. Veliko umetnikov je bilo aretiranih in pridržanih pogosto več mesecev brez razloga. Potem ko več mesecev niso prejemali plač, so številni zbori in umetniški ansambli, kot sta bili Kijevska in Poltavska banduristična kapela, prenehali obstajati. Slepi tradicionalni ljudski godci, znani kot kobzarji, so bili poklicani iz vse Ukrajine na etnografsko konferenco in izginili. 
V regijah južne Ruske SFSR, se pravi na severnem Kavkazu in vzhodnem delu Ukrajine, je bila ukrajinizacija leta 1932 prepovedana z dekretom  Centralnega komiteja VKP(b) in Sovnarkoma ZSSR z dne 14. decembra 1932 "O zbiranju žita v Ukrajini, na Severnem Kavkazu in v zahodnih regijah". Dekret navaja, da je bila ukrajinizacija na nekaterih območjih izvedena formalno in na "neboljševiški" način, kar je "buržoazno-nacionalističnim elementom" dalo pravno kritje za organizacijo protisovjetskega odpora. Da bi to preprečili, je odlok na teh območjih med drugim ukazal preklop z ukrajinščine na ruščino vseh časopisov in revij ter vse sovjetske in zadružne dokumentacije. Do jeseni 1932, se pravi do začetka šolskega leta, so vse šole dobile ukaz, naj preidejo na ruščino. Poleg tega je odlok odredil množično zamenjavo prebivalstva: vse "nelojalno" prebivalstvo iz velike kozaške naselbine Poltavskaje je bilo izgnano v severno Rusijo, njihovo premoženje pa je bilo dano lojalnim kolhoznikom, preseljenim iz revnejših območij Rusije. Prisilna prekinitev ukrajinizacije v južni RSFSR se je odrazila tudi v popisu prebivalstva leta 1937. Število deklariranih Ukrajincev v teh regijah se je v primerjavi s prvim vsezveznim popisom prebivalstva Sovjetske zveze leta 1926 močno zmanjšalo.

## Obdobje od 30. do sredine 80. let 20. stoletja
Komunistična partija Ukrajine se je pod vodstvom državnih uradnikov, kot so bili Lazar Kaganovič, Stanislav Kosior in Pavel Postišev, v začetku leta 1934 hvalila z odpravo "kontrarevolucionarjev, nacionalistov, vohunov in razrednih sovražnikov". Po aretacijah so zaprli cele akademske ustanove, med njimi tudi Inštitut za zgodovino in kulturo. 
V letih 1935–1936 se je 83 % otrok v Ukrajinski SSR šolalo v ukrajinščini, čeprav so Ukrajinci predstavljali okoli 80 % prebivalstva. Leta 1936 sta bila od 1830 časopisov v ukrajinščini tiskana 1402 časopisa in 177 revij. Leta 1936 je bilo natisnjenih 69,104 milijona ukrajinskih knjig.
Naslednjih petdeset let se je sovjetska politika do ukrajinskega jezika gibala od tihega malodušja in zatiranja do preganjanja in kulturnih čistk. Opazna razlika je bilo obdobje, ko je bil na čelu ukrajinske komunistične partije Peter Šelesta (1963–1972). Za sredino šestdesetih let so bila značilna zmerna prizadevanja za ukrajinizacijo v vladnih zadevah, pa tudi oživitev rabe ukrajinščine v izobraževanju, založništvu in kulturi.

## Neodvisna Ukrajina (od leta 1991)
28. oktobra 1989 je Vrhovni sovjet Ukrajine spremenil ustavo in sprejel Zakon o jezikih, s katerim je bil ukrajinski jezik razglašen za edini uradni jezik v državi. Ostalim jezikom, ki se govorijo v Ukrajini, je bila zagotovljena ustavna zaščita. Vlada je bila dolžna ustvariti pogoje, potrebne za razvoj in rabo ukrajinskega jezika, pa tudi jezikov drugih etničnih skupin, vključno z ruskim. Raba drugih jezikov, poleg ukrajinščine, je bila dovoljena v lokalnih ustanovah v krajih, v katerih je bila večina prebivalcev s stalnim bivališčem pripadnikov ustrezne etnične skupine. Državljanom je bila zagotovljena pravica do rabe maternega ali katerega koli drugega jezika in pravica, da se na različne institucije in organizacije obračajo v ukrajinskem, ruskem ali kakšnem drugem za stranke sprejemljivem jeziku. Po ukrajinski osamosvojitvi po razpadu Sovjetske zveze je zakon z nekaj manjšimi spremembami ostal v veljavi tudi v neodvisni ukrajinski državi. 
Nova ustava Ukrajine, sprejeta leta 1996, je potrdila uradni državni status ukrajinskega jezika ter zagotovila prost razvoj, rabo in zaščito ruskega in drugih jezikov narodnih manjšin Ukrajine.
Jezikovna vprašanja politiki še vedno izrabljajo za ustvarjanje polemik. 20. maja 2008 je mestni svet Donecka sprejel resolucijo, ki omejuje širitev izobraževanja v ukrajinskem jeziku v tem mestu. Naslednji dan je mestni tožilec odločitev razglasil za nezakonito. Župan jo je nato začasno ukinil, mestni svet pa jo je čez dva dni ponovno uveljavil.
Glede na raziskavo iz marca 2010 sta prisilna ukrajinizacija in zatiranje ruskega jezika med najmanj zaskrbljujočimi težavami za ukrajinske državljane, saj zadevata le 4,8 % prebivalstva.

### Izobraževalni sistem
| Leto      | Ukrajinščina | Ruščina |
| --------- | ------------ | ------- |
| 1991      | 45%          | 54%     |
| 1996      | 60%          | 39,2%   |
| 1997      | 62.7%        | 36,5%   |
| 1998      | 65%          | 34,4%   |
| 1999      | 67.5%        | 31,8%   |
| 2000      | 70.3%        | 28,9%   |
| 2001      | 72.5%        | 26,6%   |
| 2002      | 73.8%        | 25,3%   |
| 2003–2004 | 75.1%        | 23,9%   |

Vlada neodvisne Ukrajine je izvajala politiko širjenja rabe ukrajinščine in odredila postopno večjo vlogo ukrajinščine v medijih in drugod. Najpomembnejše je bilo usklajeno prizadevanje vlade za uvedbo ukrajinščine kot edinega uradnega državnega jezika v državni izobraževalni sistem. Slednji se je kljub ustavi, zakonu o izobraževanju, ki podeljuje ukrajinskim družinam - staršem in njihovim otrokom, pravico do izbire maternega jezika za šolanje in študij, in zakonu o jezikih, ki jamči zaščito vseh jezikov v Ukrajini, postopoma preoblikoval iz sistema, ki je bil le delno ukrajinski, v sistem, ki je v veliki večini ukrajinski. Ruski jezik se še vedno poučuje kot obvezni predmet v vseh srednjih šolah, vključno s tistimi z ukrajinskim kot primarnim učnim jezikom. Število srednješolcev, ki so osnovnošolsko izobrazbo prejeli v ukrajinščini, je naraslo s 47,9 % v letih 1990–1991 (zadnje šolsko leto pred ukrajinsko neodvisnostjo) na 67,4 % leta 1999 in na 75,1 % leta 2003–2004. Ukrajinizacija je dosegla še večjo stopnjo v visokošolskih ustanovah, kjer se je v letih 1990–1991 samo 7 % študentov šolalo predvsem v ukrajinščini. Do leta 2003–2004 je delež visokošolskih in tehničnih študentov, ki študirajo v ukrajinščini, dosegel 87,7 %, pri študentih univerzitetnih ustanov pa je ta številka dosegla 80,1 %. 
Obseg ukrajinizacije izobraževalnih ustanov je v različnih regijah Ukrajine različen. V 16 zahodnih regijah (provincah) Ukrajine je 26 šol v ruskem jeziku od 12.907 Po raziskavi iz leta 2006 je ukrajinščino doma uporabljalo 23 % Kijevčanov. 52 % družin je  uporabljalo ruščino in 24 % izmenično oba jezika. V Donbasu odstotek študentov, ki se izobražujejo v ruščini, približno ustreza odstotku prebivalstva, ki meni, da je ruščina njihov materni jezik. Na Krimu se velika večina srednješolcev poučuje v ruščini. Podobna je porazdelitev v visokošolskih zavodih, vendar ko so slednji nekoliko bolj ukrajinizirani.
|           | Ustanove z nižjo akreditacijo nivojev (kolegiji in tehnikumi) | Ustanove z nižjo akreditacijo nivojev (kolegiji in tehnikumi) | Institucije na univerzitetni ravni z najvišjo stopnjo akreditacije | Institucije na univerzitetni ravni z najvišjo stopnjo akreditacije |
| Leto      | Ukrajinščina                                                  | Ruščina                                                       | Ukrajinščina                                                       | Ruščina                                                            |
| --------- | ------------------------------------------------------------- | ------------------------------------------------------------- | ------------------------------------------------------------------ | ------------------------------------------------------------------ |
| 2000–2001 | 78%                                                           | 22%                                                           | 73,4%                                                              | 26,5%                                                              |
| 2001–2002 | 80%                                                           | 20%                                                           | 76,3%                                                              | 23,6%                                                              |
| 2002–2003 | 81,8%                                                         | 18,2%                                                         | 77,8%                                                              | 22,1%                                                              |
| 2003–2004 | 83,4%                                                         | 16,6%                                                         | 78,7%                                                              | 21,2%                                                              |
| 2004–2005 | 87,7%                                                         | 12,3%                                                         | 80,1%                                                              | 19,9%                                                              |

Povečanje deleža srednješolcev, ki se izobražujejo v ukrajinščini s 47,9 % na 67 % v prvem desetletju ukrajinske neodvisnosti, je približno ustrezalo deležu maternih govorcev ukrajinščine – 67,5 %.  Šole še danes prehajajo na ukrajinski jezik. Konec devetdesetih let prejšnjega stoletja je približno 50 % dijakov strokovnih šol, 62 % študentov višjih in 67 % študentov visokih šol (leta 1991 samo 7 %) študiralo v ukrajinščini. V naslednjih petih letih se je število še povečalo (glej tabelo). 
V nekaterih primerih je sprememba učnega jezika v institucijah povzročila obtožbe o asimilaciji, ki jih je sprožilo predvsem rusko govoreče prebivalstvo. Prehod je bil kljub temu postopen in brez številnih polemik, ki so spremljale derusifikacijo v več drugih nekdanjih sovjetskih republikah, njeno dojemanje v Ukrajini pa je ostalo mešano.

#### Zakon o izobraževanju (2017)
25. septembra 2017 je predsednik Ukrajine Petro Porošenko podpisal nov zakon o izobraževanju. Osnutek zakona je vrhovna rada (ukrajinski parlament) sprejela 5. septembra 2017. V zakonu je navedeno, da je ukrajinski jezik jezik izobraževanja na vseh ravneh, razen pri predmetih, ki jih je dovoljeno poučevati v dveh ali več jezikih, in sicer v angleščini ali enem od drugih uradnih jezikov Evropske unije. 
Zakon je obsodil Svet Evropske unije in ga označil za "veliko oviro za poučevanje narodnih manjšin". Zakon je naletel tudi na kritike oblasti na Madžarskem, v Romuniji in Rusiji. Madžarščina in romunščina sta uradna jezika Evropske unije, ruščina pa to ni.
Ukrajinski uradniki so poudarili, da je novi zakon v celoti v skladu z evropskimi normami o pravicah manjšin. Zakon navaja, da je "osebam, ki pripadajo avtohtonim ljudstvom Ukrajine, zagotovljena pravica do študija v javnih ustanovah predšolskega in osnovnošolskega izobraževanja v učnem jeziku zadevnega avtohtonega ljudstva, skupaj z državnim učnim jezikom" v ločenih razredih ali skupinah. Svet Evropske unije to šteje za znatno krčenje pravic domorodnih ljudstev brez posvetovanja z njihovimi predstavniki. 27. junija 2018 je ukrajinski zunanji minister Pavlo Klimkin izjavil, da po priporočilu Beneške komisije jezikovna določba zakona o izobraževanju (september 2017) ne bo veljala za zasebne šole in da bo vsaka javna šola za narodne manjšine "imela široka pooblastila, da neodvisno določi, kateri razredi se bodo poučevali v ukrajinskem ali njihovem maternem jeziku".
Januarja 2020 je bil zakon spremenjen in je legaliziral poučevanje "ene ali več disciplin" v "dveh ali več jezikih – v uradnem državnem jeziku in v angleščini, drugem uradnem jeziku Evropske unije". Vse šole, ki jih ne financira država, so lahko svobodno izbrale svoj učni jezik.
V skladu z zakonom iz leta 2020 lahko do petega leta izobraževanja ves pouk poteka v celoti v jeziku manjšine brez obveznega poučevanja predmetov v ukrajinščini. V petem letu mora biti najmanj 20 % pouka v ukrajinščini. Nato naj bi se  obseg pouka v državnem jeziku (ukrajinščini) vsako leto povečal, tako da bi v devetem letu dosegel 40 %. V dvanajstem letu in zadnjem letniku bi moralo vsaj 60 % izobraževanja potekati v ukrajinščini.
Zakon o jezikovnem izobraževanju iz leta 2017 je določil 3-letno prehodno obdobje do polne veljave.
Februarja 2018 je bilo to obdobje podaljšano do leta 2023. Junija 2023 je bilo to obdobje ponovno podaljšano do septembra 2024.
Od uvedbe jezikovnega zakona leta 2017 so se odnosi med Madžarsko in Ukrajino zaradi vprašanja madžarske manjšine v Ukrajini močno poslabšali. Madžarska od leta 2017 blokira poskus Ukrajine, da se vključi v EU in Nato, da bi s tem pomagala madžarski manjšini v Ukrajini.

#### Spremembe jezikovnih pravic narodnih manjšin (2023)
Ukrajinski parlament je 8. decembra 2022 sprejel predlog zakona, ki spreminja nekatere zakone o pravicah narodnih manjšin glede na strokovno oceno Sveta Evrope in zaradi izpolnjevanja enega od kriterijev Evropske komisije za začetek pogajanj za članstvo v EU. Te spremembe so zasebnim visokošolskim ustanovam dale pravico do proste izbire študijskega jezika, če je uradni jezik Evropske unije, hkrati pa so zagotovile, da osebe, ki študirajo na takšnih ustanovah, študirajo državni jezik ukrajinščino kot ločeno akademsko disciplino. Narodne manjšine, katerih jezik je uradni jezik Evropske unije, imajo pravico do uporabe jezika ustrezne narodne manjšine v izobraževalnem procesu poleg državnega jezika, in zagotovilo, da bodo imeli učenci, ki so začeli splošno srednješolsko izobraževanje pred 1. septembrom 2018 v jeziku ustrezne narodne manjšine, pravico nadaljevati tako izobraževanje do zaključka polnega srednješolskega izobraževanja v skladu s pravili, ki so veljala pred uvedbo ukrajinskega zakona "O zaščiti ukrajinskega jezika kot državnega jezika", ki je začel veljati 16. julija 2019.

### Množični mediji
Leta 2004 je ukrajinska vlada uvedla omejitve za televizijske in radijske programe v ruskem jeziku. Programi v ruskem jeziku morajo od takrat vsebovati ukrajinski prevod ali podnapise. Lokalne radijske in televizijske postaje imajo pravico oddajati v ruščini le, če dokažejo, da imajo rusko občinstvo. Proti tej prepovedi je bilo nekaj nasprotovanja. Danes prepoved velja v celoti in ruski filmi v kinematografih in na ukrajinski televiziji so večinoma podnaslovljeni. Neruski in neukrajinski filmi, ki so bili prej sinhronizirani v ruščino, morajo biti zdaj sinhronizirani, naknadno sinhronizirani ali podnaslovljeni v ukrajinščini. Ukrajinske oblasti so prepoved branile in trdile, da je njen namen razviti domačo ukrajinsko distribucijsko industrijo in dati ukrajinskim distributerjem vzvod  pri pogajanjih  za nakup tujih filmov. Ruski distributerji obvladujejo okoli 90 % tujih filmov, predvajanih v Ukrajini. Filmi se običajno dobavljajo sinhronizirani ali podnaslovljeni v ruskem jeziku in so del širših paketov, distribuiranih po vsej Rusiji in nekdanjih sovjetskih ozemljih. Andrij Halpahči, direktor ukrajinske kinematografske fundacije, trdi, da: "Nekateri evropski prodajalci na berlinski filmski tržnici poročajo, da ruski kupci grozijo, da ne bodo kupovali filmov, ki se prodajajo neposredno v Ukrajino mimo ruskih distribucijskih kanalov". Bojazni, da bo uvedba obvezne sinhronizacije filmov v ukrajinski jezik povzročila težave, so se izkazale za neutemeljene, saj je število obiskovalcev ukrajinskih kinematografov v prvem četrtletju leta 2009 v primerjavi z enakim obdobjem prejšnjega leta naraslo za 40 %.
Več ruskim televizijskim kanalom od 1. novembra 2008 ni bilo dovoljeno oddajati v Ukrajini, po izjavah Ukrajinskega nacionalnega svet za televizijo in radiodifuzijo predvsem zaradi oglaševanja, ki so ga predvajali ti kanali. Ukrajinskim distributerjem televizijskih programov je bilo naloženo, da oddaje uskladijo z ukrajinsko zakonodajo. Ruski Prvi kanal in ruski Ren TV sta takrat dobila začasno dovoljenje za oddajanje, potem pa je bila oktobra 2009 posebej za ukrajinske televizijske gledalce uvedena ločena različica ruskega kanala RTR Planeta.
13. maja 2010 je ruski zunanji minister Sergej Lavrov izjavil, da so bile v Ukrajini "odpravljene diskriminatorne, politično motivirane, ideološko obarvane in protiruske odločitve, ki so bile sprejete, ko je bil predsednik Viktor Juščenko".
23. maja 2017 je ukrajinski parlament odobril zakon, predlagan novembra 2016, ki od 13. oktobra 2017 zahteva, da nacionalna, regionalna, satelitska in večkanalna TV in radijska omrežja od 13. oktobra 2017 oddajajo vsaj 75 % svojih vsebin na tedenski ravni v časovnih intervalih 7.00–18.00 in 18.00–22.00 v ukrajinskem jeziku. V lokalnih omrežjih mora biti  vsaj 50 % programov v ukrajinskem jeziku. V vseh omrežjih mora biti v ukrajinskem jeziku vsaj 75 % informativnih programov. Filmi in oddaje, ki niso produkcija teh mrež in so bili proizvedeni po letu 1991, morajo biti predvajani izključno v ukrajinščini. Predvidene so razumne izjeme za vključitev neukrajinskega jezika v oddaje, ki so sicer v ukrajinskem jeziku. Svet za nacionalno varnost in obrambo Ukrajine lahko dovoli izjeme od tega zakona za oddaje, ki služijo odpravi groženj nacionalni varnosti. Takrat sta bila edina dva nacionalna ukrajinska televizijska kanala, ki še nista predvajala 75 % svojih vsebin v ukrajinščini, kanala Inter in Ukrajina.  Zaradi tega maja 2017 odobrenega zakona morajo ukrajinske radijske postaje od 8. novembra 2018 predvajati najmanj 35 % pesmi v ukrajinščini. Če predvajajo 60 % svojih pesmi v uradnih jezikih Evropske unije, mora biti ukrajinskih najmanj 25 %.

### Politika
Na dveh predsedniških volitvah, leta 1994 in 2004, je bila vloga jezikov v Ukrajini pomembno volilno vprašanje. Leta 1994 je glavni opozicijski kandidat Leonid Kučma v poskusu povečanja svoje politične privlačnosti izrazil podporo ideji, da bi ruščina postala drugi državni jezik, in obljubil, da bo izboljšal svoje znanje ukrajinskega jezika. Poleg stagnirajočega gospodarstva je k Kučmovi zmagi na volitvah verjetno prispevalo tudi jezikovno vprašanje. Kučmovo znanje ukrajinščine se je med predsedovanjem opazno izboljšalo, svoje obljube, da bo ruščina postala državni jezik, pa ni izpolnil. 
Leta 2004 bi volilna obljuba Viktorja Janukoviča, vodje Stranke regij, da sprejme ruščino kot drugi uradni jezik, lahko povečala volilno udeležbo njegove baze, vendar jo je med kampanjo ovrgel njegov nasprotnik Viktor Juščenko, ki je poudaril, da bi Janukovič lahko naredil korake k tej spremembi že takrat, ko je bil predsednik vlade Ukrajine, če bi to res bila njegova prednostna naloga. Juščenko je med svojo kampanjo poudarjal, da je popolnoma neutemeljeno, da ga slikajo kot zagovornika zaprtja ruskih šol, kot so to pogosto počeli njegovi nasprotniki, in izrazil svoje stališče, da je treba vprašanje šolskega jezika, pa tudi cerkva, prepustiti lokalnim skupnostim. Prehod izobraževalnih ustanov z ruskega na ukrajinski jezik se je med Jučenkovim predsedovanjem nadaljeval.
Na parlamentarnih volitvah leta 2006 so opozicijske stranke znova izpostavile status ruskega jezika v Ukrajini. Vodilna opozicijska Stranka regij je obljubila uvedbo dveh uradnih jezikov, ruščine in ukrajinščine, tako na državni kot na regionalni ravni. Na nacionalni ravni bi takšne spremembe zahtevale spremembo 10. člena ustave Ukrajine, kar je stranka upala, da bo dosegla. Pred volitvami so v Harkovu in po volitvah tudi v drugih jugovzhodnih regijah, kot so Doneck, Dnepropetrovsk, Lugansk, Mikolajev in Krim, novoizvoljeni lokalni sveti, v katerih je zmagala Stranka regij in manjše podporne stranke, razglasili ruščino za regionalni jezik, sklicujoč se na Evropsko listino o regionalnih ali manjšinskih jezikih, ki jo je Ukrajina ratificirala leta 2003. V Dnepropetrovsku je sodišče ugotovilo, da je odredba mestnega sveta Dnepropetrovska o uvedbi ruščine kot regionalnega jezika nezakonita, vendar bi bilo treba pravni boj o lokalnem statusu ruskega jezika še rešiti.
Po ukrajinski parlamentarni krizi leta 2006, ki je razbila vladno koalicijo in Janukoviča vrnila na mesto predsednika vlade, je Univerzal narodne enotnosti, ki so ga podpisali predsednik Juščenko in voditelji več najvplivnejših političnih strank, izjavil, da bo ukrajinščina ostala (edini) uradni državni jezik v Ukrajini. Teden dni po podpisu Univerzala je Janukovič, ko je že bil potrjen za predsednika vlade Ukrajine, na tiskovni konferenci v Sočiju (Rusija) izjavil, da uveljavitev ruščine kot drugega državnega jezika ostaja cilj njegove stranke, ki pa je v bližnji prihodnosti nedosegljiv, ker bi taka sprememba zahtevala spremembo ustave, to pa v danih okoliščinah ni mogoče.
Janukovič je med volilno kampanjo za ukrajinske predsedniške volitve leta 2010 sprva ponovno izjavil, da bo, če bo izvoljen za predsednika, naredil vse, da bo ruščina postala drugi državni jezik v Ukrajini. vendar je kasneje med kampanjo v intervjuju za Kommersant  izjavil, da je status ruščine v Ukrajini "preveč politiziran". Izjavil je tudi, da bo, če bo leta 2010 izvoljen za predsednika, "imel resnično priložnost sprejeti zakon o jezikih, ki bo usklajen z zahtevami Evropske listine za regionalne jezike". Namigoval je, da bi ta zakon potreboval 226 glasov v ukrajinskem parlamentu (50 % glasov namesto 75 % glasov, sicer potrebnih za spremembo ukrajinske ustave). Janukovič je po predčasnih predsedniških volitvah leta 2010 9. marca 2010 izjavil,  da bo "Ukrajina še naprej promovirala ukrajinski jezik kot svoj edini državni jezik".

### Sodišča
V skladu z zakoni o civilnem in upravnem postopku, sprejetimi v Ukrajini leta 2005, morajo vsi pravni in sodni postopki v Ukrajini potekati v ukrajinskem jeziku. Zakoni s tem ne omejujejo rabe drugih jezikov, saj zakon zagotavlja storitve tolmačenja za kateri koli jezik, ki ga želi uporabljati državljan, obtoženec ali priča. 

### Zgodovinski in politični koledar
Ukrajinski predsednik Petro Porošenko je trdil, da izvaja "ukrajinizacijo zgodovinskega in političnega koledarja – zamenjavo sovjetsko-ruskega, ki nam je bil vsiljen". To je vodilo do premika praznikov na nove datume in ustanovitve Dneva branilcev Ukrajine.
Ukinitev 2. maja kot državnega praznika leta 2017 in  uvedba Božiča zahodnega krščanstva leta 2017, ki se praznuje 25. decembra, sta bila opisana kot odmik od "moskovskega koledarja in ruskih imperialnih standardov" (izjava Oleksandra Turčinova, sekretarja Sveta za nacionalno varnost in obrambo Ukrajine leta 2017). 1. maj kot mednarodni praznik delavcev je ostal ukrajinski državni praznik, vendar se je, tudi leta 2017, preimenoval iz Dneva mednarodne solidarnosti delavcev v Praznik dela.

## Dodatno branje
- Volodymyr Kubiyovych; Zenon Kuzelia, Енциклопедія українознавства  (Encyclopedia of Ukrainian studies), 3-volumes, Kyiv, 1994, ISBN 5-7702-0554-7
- George O. Liber, Soviet nationality policy, urban growth, and identity change in the Ukrainian SSR 1923-1934, Cambridge: CUP, 1992, ISBN 0-521-41391-5
- James E. Mace, Communism and the Dilemmas of National Liberation. National Communism in Soviet Ukraine 1918-1933, Cambridge, Mass.: HURI Harvard, 1983, ISBN 0-916458-09-1
- Terry D. Martin, The Affirmative Action Empire. Nations and Nationalism in the Soviet Union, 1923-1939, Ithaca and London: Cornell University Press, 2001, ISBN 0-8014-8677-7
- https://web.archive.org/web/20071016144013/http://sdpuo.org.ua/faction/laws/laws-lang Закон про мови (Law on languages)], 1989 (in Ukrainian), English translation.
- Constitution of Ukraine.
- Ukrainian language - the third official?, Ukrayinska Pravda, November 28, 2005
- Yekelchyk, Serhy (2007). Ukraine: Birth of a Modern Nation. Oxford University Press. ISBN 978-0-19-530545-6.
- UKRAINE:  Russian Language Toned Down, Inter Press Service, August 11, 2008
- Myroslav Shkandrij. The Ukrainian reading public in the 1920s: real, implied, and ideal Canadian Slavonic Papers 58, no.2 (2016)